# Jamie Pedersen
Jamie Pedersen (sinh ngày 9 tháng 9 năm 1968) là một luật sư và chính khách người Mỹ từ tiểu bang Washington, từng là thành viên của Cơ quan lập pháp bang Washington kể từ tháng 1 năm 2007, ông hiện đại diện cho Quận 43 tại Thượng viện tiểu bang Washington.

## Đời tư
Pedersen là người đồng tính công khai và là một trong bảy thành viên LGBT của Cơ quan lập pháp Washington, cùng với Sen. Marko Liias (D–Mukilteo) and Reps. Jim Moeller (D–Vancouver), Nicole Macri (D–Seattle), Christine Kilduff (D–University Place), Joan McBride (D–Kirkland) và Laurie Jinkins (D–Tacoma).
Pedersen kết hôn với Eric Cochran Pedersen, một hiệu trưởng trường trung học người mà ông gặp năm 2004 khi đang tham dự Nhà thờ Trung tâm Lutheran của Seattle. Pedersen và chồng có bốn người con trai: Trygve Cochran Pedersen, và anh em sinh ba Le Leif, Anders và Erik sinh năm 2009. Những đứa trẻ được đặt tên truyền thống Na Uy bởi Pedersen, người dân tộc Na Uy.